# Östergötlands runinskrifter 162
Östergötlands runinskrifter 162, Ög 162,  är en vikingatida runsten som står rest vid bäcken vid Kullerstads bro, cirka en kilometer öster om Skärblacka i Norrköpings kommun. Materialet är svartgnistrig granit. Runinskriftens personnamn, Håkon och Gunnar, avser troligen samma personer på denna sten som på Ög Fv1970;310, som tros från början ha stått på samma plats, eventuellt som parsten till denna. Ög 162 tycks ha rak stilgruppering och i ristningen ingår förutom runslingan även ett kors.
Lokalt kallas stenen Gunnars sten.

## Translitterering
Translitterering av runraden:
+ hakun + karþi + bru + þasi + ian + su skal + haita + kunas + bru + iai saʀ + uaʀ × sua + hakunaʀ +
Normalisering till runsvenska:
Hakon gærði bro þessi, en su skal hæita Gunnars bro, en saʀ vaʀ sunn Hakonaʀ.
Översättning till nusvenska:
Hakon gjorde denna bro, och hon skall heta Gunnars bro, och han var son till Hakon.